# Kosmos 2518
Kosmos 2518, ruski satelit sustava ranog upozorenja o raketnom napadu, iz programa Kosmos. Vrste je Tundra (Tundra-V br. 2 L).
Lansiran je 25. svibnja 2017. godine u 6:34 s kozmodroma Pljesecka u Rusiji s mjesta 43/4. Lansiran je u visoku orbitu oko planeta Zemlje raketom nosačem Sojuz-2.1b/Fregat. Orbita mu je 1650 km u perigeju i 38.511 km u apogeju. Orbitna inklinacija mu je 63,81°. Spacetrackov kataloški broj je 42719. COSPARova oznaka je 2017-027-A. Zemlju obilazi u 713,85 minuta. Pri lansiranju bio je mase kg. 
Napaja se iz razmjestivih solarnih panela i baterija.
Ovi sateliti nose sigurne komunikacijski teret za hitne situacije koji se koristi u slučaju nuklearnog rata.
Iz te misije ostao je u visokoj orbiti razgonski blok Fregat 14S44 br. 111-301.

## Vanjske poveznice
- N2YO.com Search Satellite Database
- Celes Trak SATCAT Format Documentation (engl.)
- Kunstman  Arhivirana inačica izvorne stranice od 12. kolovoza 2019. (Wayback Machine) Satellites in Orbit (engl.)